# 雜色孔麗鯛
雜色孔麗鯛，為輻鰭魚綱鱸形目隆頭魚亞目慈鯛科的其中一種，分布於非洲坦干伊喀湖流域，為特有種，體長可達8.7公分，棲息在底中層水域，生活習性不明。

## 擴展閱讀
維基物種上的相關：雜色孔麗鯛